# 飯島真理のまりン局 〜ハロースカイバード〜
飯島真理のまりン局 〜ハロースカイバード〜（いいじままりのまりンステーション ハロースカイバード）は、1984年10月14日から1986年3月30日までTBSラジオで放送されていたラジオ番組。パーソナリティは飯島真理。

## 放送時間
- 毎週日曜日 19:00〜19:30 （1984年10月14日〜11月4日）
- 毎週日曜日 14:30〜15:00 （1984年11月11日〜1985年9月29日）
- 毎週日曜日 17:00〜17:30 （1985年10月6日〜1986年3月30日）

## 概要
NEC（日本電気）の一社提供番組。1983年10月から1984年9月まで同じTBSラジオで放送されていた『甲斐智枝美の感度・5 〜ハロースカイバード〜』に続くNEC一社提供番組で、当時NECが展開していたパーソナル無線のブランド「スカイバード」のタイトルとパーソナル無線のコーナーもこの番組から継承した。
本番組はTBSラジオのみでの放送で、1984年11月11日以降はずっと日曜日の昼間及び夕方の時間帯での放送であった。昼間の時間帯はAMラジオの電波が電離層で反射しにくく遠くまで電波が届かないのにもかかわらず、全国各地からはがきが寄せられていた。内容は主に飯島自身のトークとはがき紹介などの各コーナー、洋楽を中心とした選曲で構成されていた。また、新しいコーナー案や番組中の企画もリスナーから募集していた。

## 主なコーナー
今週のまりの小さな○○
- 飯島自身の周りでの発見や感動などをテーマにトーク[5]。

まりン電話
- リスナーと電話をつないでトークするコーナー[5]。

パソトラここが知りたい
- 毎回、日本リスナーズ協会理事の梅原敦を迎え、パーソナル無線の正しい使い方やそのトラブルの解決法などをわかりやすく解説し指導していた。また、パーソナル無線に関する質問にも答えていた[5]。NEC一社提供枠における前番組『甲斐智枝美の感度・5 〜ハロースカイバード〜』より企画をほぼ引き継いだコーナー[4]。